# Bräkne-Hoby kyrka
Bräkne-Hoby kyrka är en kyrkobyggnad som tillhör Bräkne-Hoby församling. Den ligger i tätorten Bräkne-Hoby, Ronneby kommun, cirka 15 km väster om centralorten Ronneby.

## Kyrkobyggnaden

### Den medeltida kyrkan

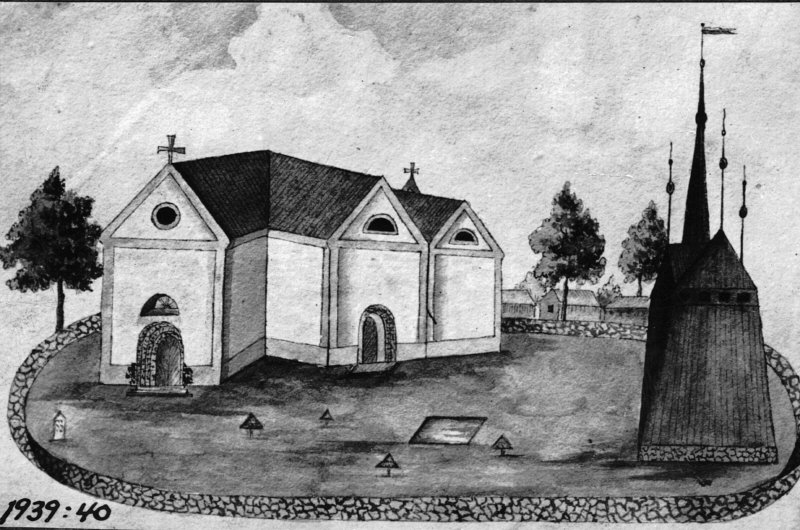
Teckning av C.E.Engelhart 1819

Den nuvarande kyrkan är uppförd på samma plats där den gamla  medeltidskyrkan var belägen. Den ursprungliga kyrkan var  uppförd på 1100-talet. Det var en  absidkyrka uppförd i gråsten som i mitten av 1200-talet hade utökats med korsarmar i form av ett grekisk kors. Den hade alltså varit en systerkyrka med Heliga Kors kyrka i Ronneby beträffande arkitekturen.
Invändigt var kyrkan försedd med  kryssvalv av tegel  som troligen tillkom under 1300-talet. Golvet bestod av ölandssten och bräder. Murarna var vitputsade. Fönstren var små romanska rundbågiga som så småningom kom att utvidgas. Två portaler fanns i norr och söder samt en mindre korportal.I början av 1700-talet tillbyggdes koret till dubbel längd samt en  sakristia. 
Sydväst om kyrkan var en inklädd klockstapel belägen.
Kyrkan revs i samband med att man byggde en ny betydligt större församlingskyrka 1868-1872. 

### Nya kyrkan
Den nya kyrkan är ritad av Helgo Zettervall och är en treskeppig basilika med västtorn. Den är uppförd i nyromansk  stil. Materialet är gråsten med tegel i torn och omfattningar. Fasaderna är putsade i gulvitt med slätputsade hörn och omfattningar.På tornspiran sitter ett förgyllt krönkors. Korset är 2 meter brett och 3 meter högt.

## Inventarier
- Dopfunten är från 1200-talet och gjord av huggen sandsten från Åhustrakten.
- Muralmålningarna i kyrkan är gjorda av den danske konstnären Paul Høm.
- Klockspel i kyrktornet byggt 1992 av Olssons Klockgjuteri i Ystad.
- Dopfat i silver tillverkad 1787 i Karlshamn och har inskriften: Gifven Till Hoby Kyrcka af Båtsmans Enkan Signe Nils Dotter Tiling I Hoby By - åhr 1788-.
- Nattvardskalk i helförgyllt silver, stämplad Johan Meyer i Karlshamn. Den har följande graverade inskrift: Hoby kyrckias Kalck i Blekingen omgiordt och förbättradt Åhr 1741.
- Golvur tillverkat 1831.
- Öppen bänkinredning.

## Bilder

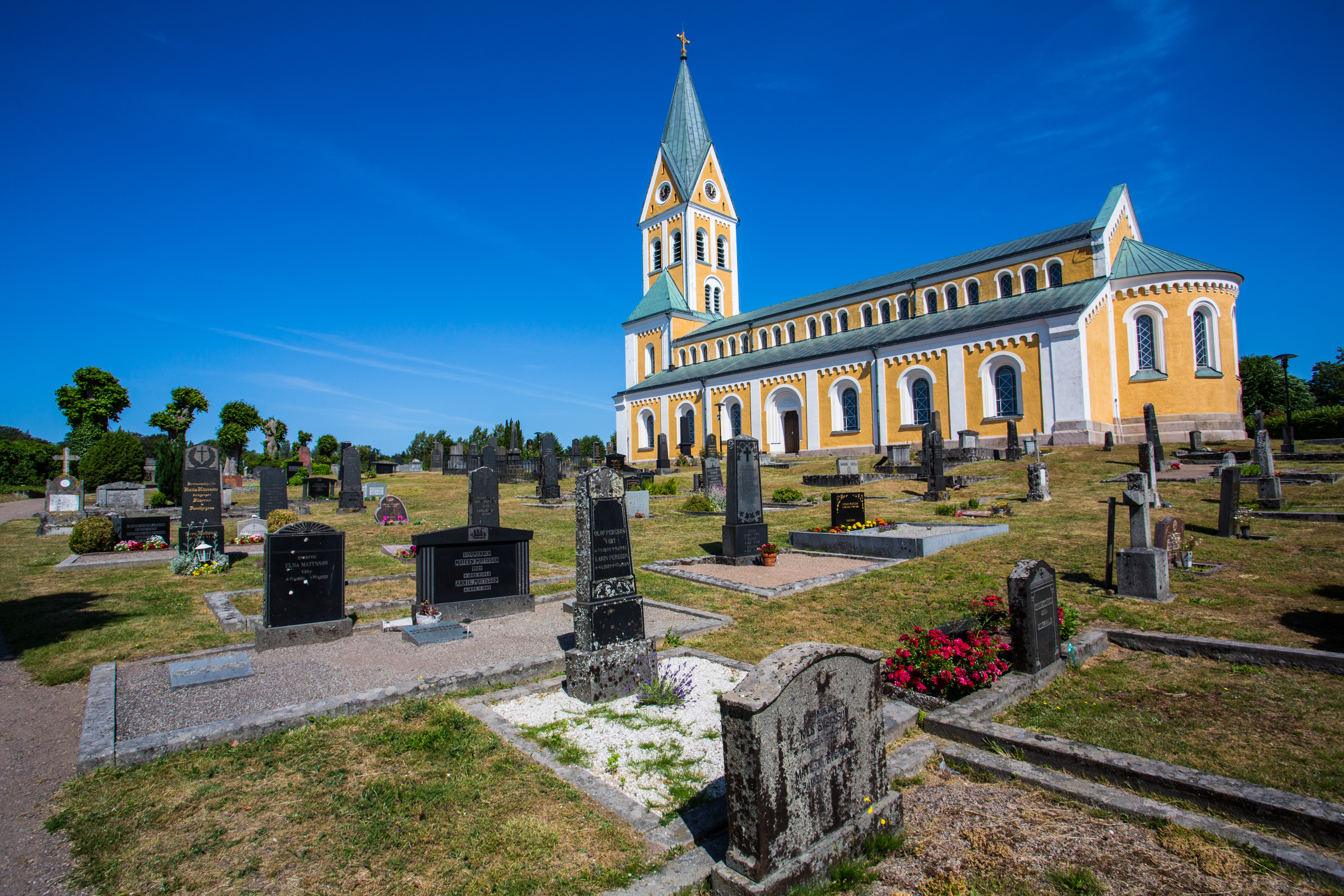
Kyrkan och kyrkogården.
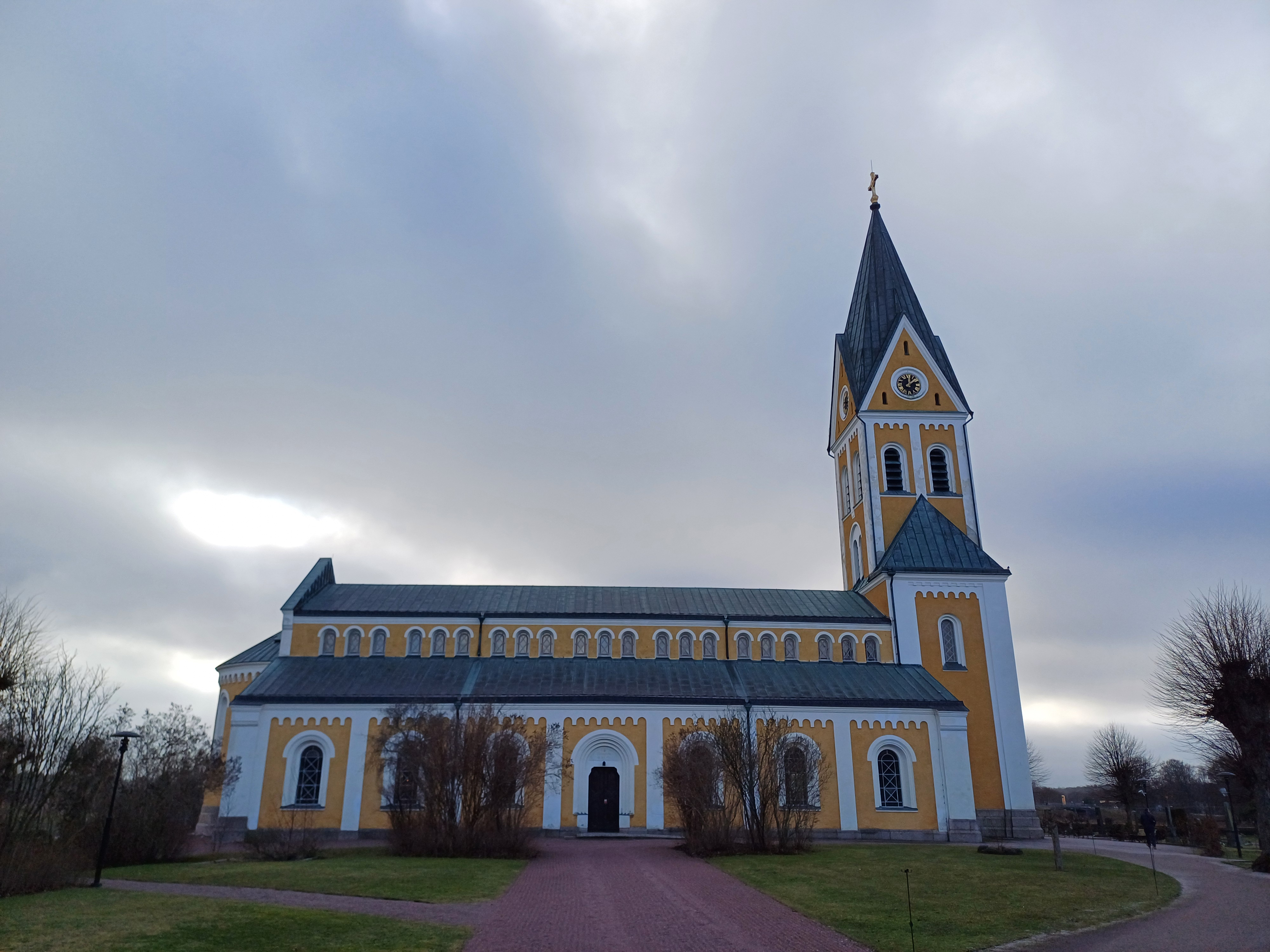
Kyrkan, sedd från sidan.
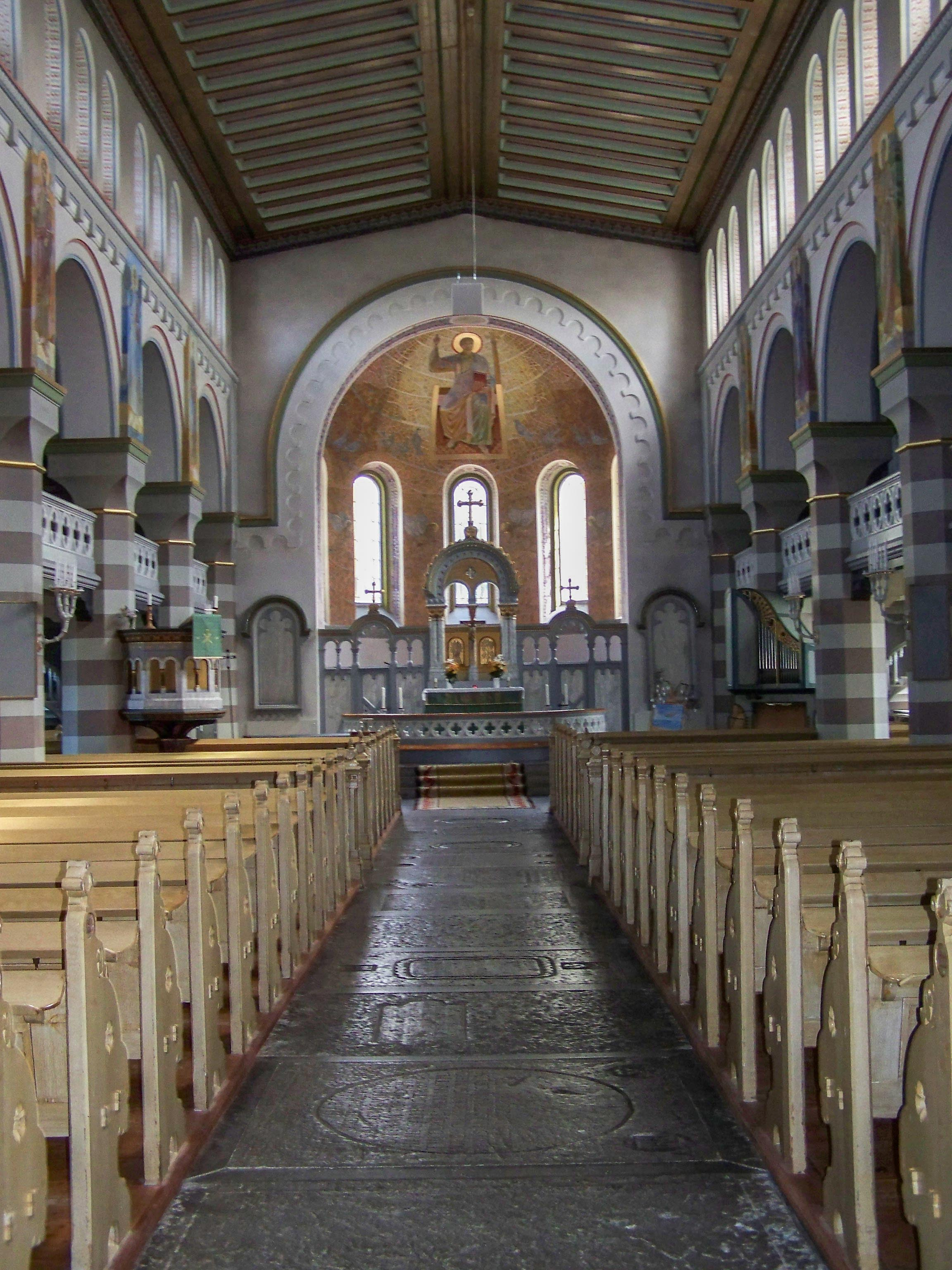
Interiör.
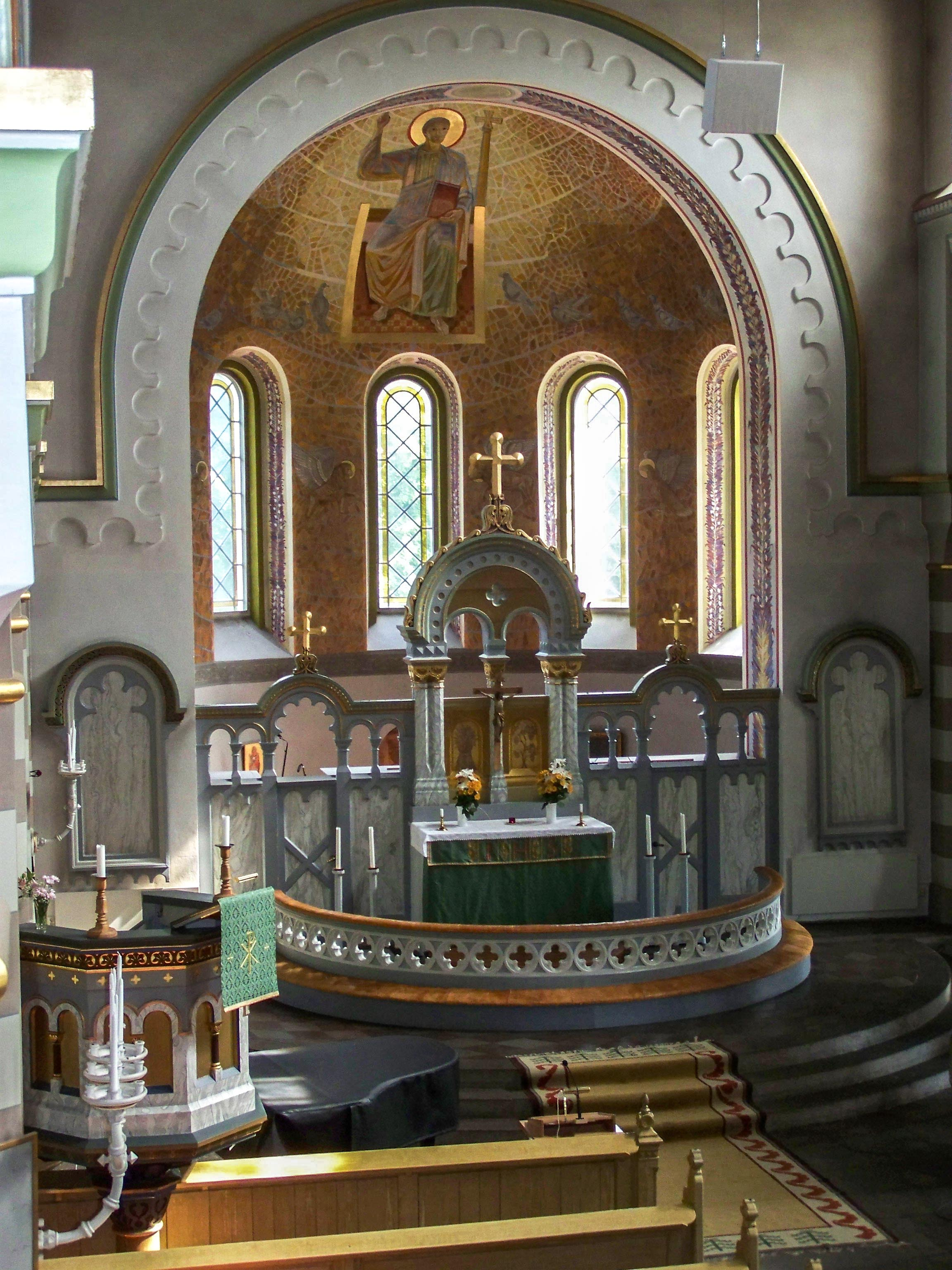
Koret.
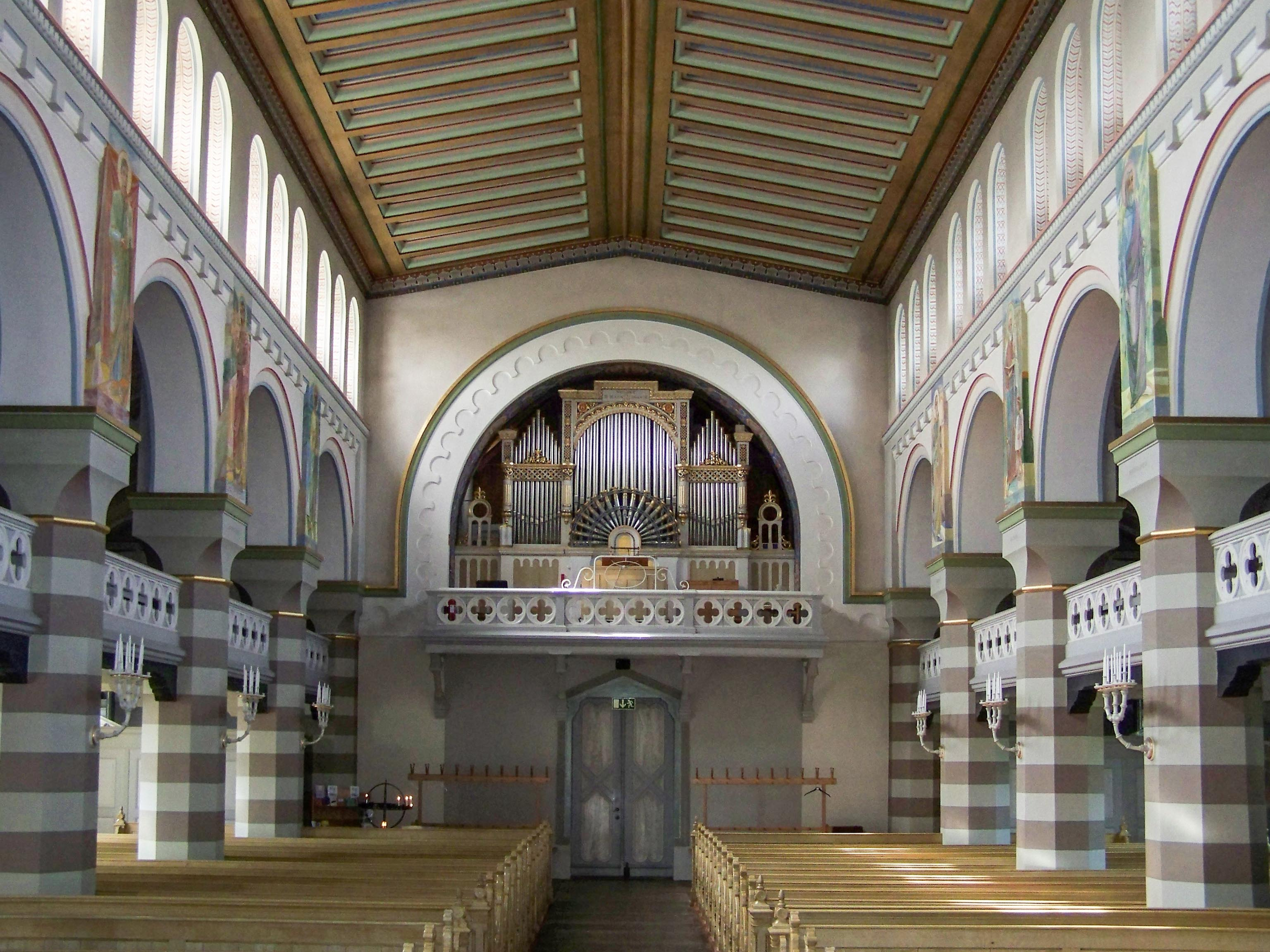
Kyrkorummet med orgelläktaren.
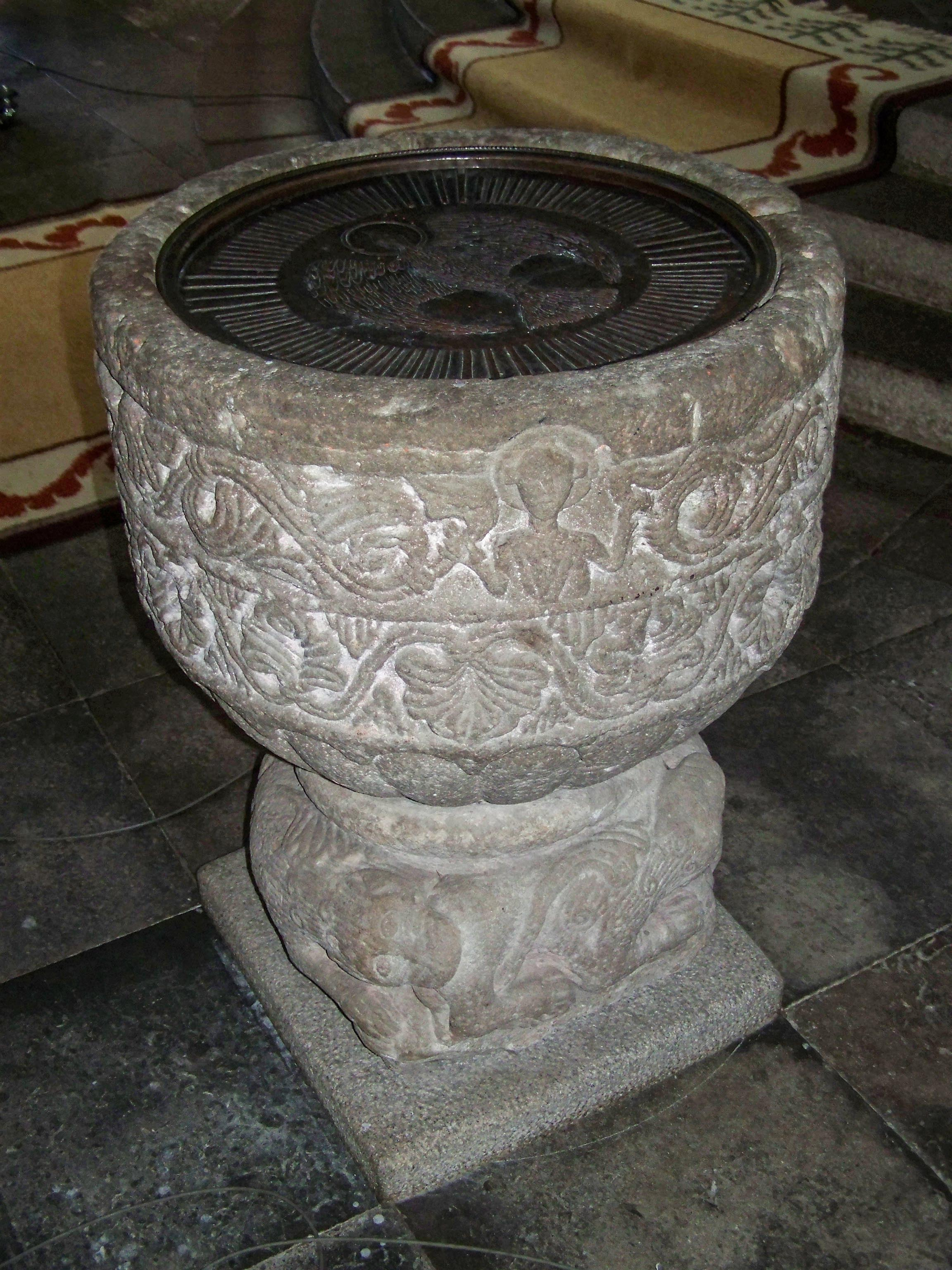
Dopfunten.
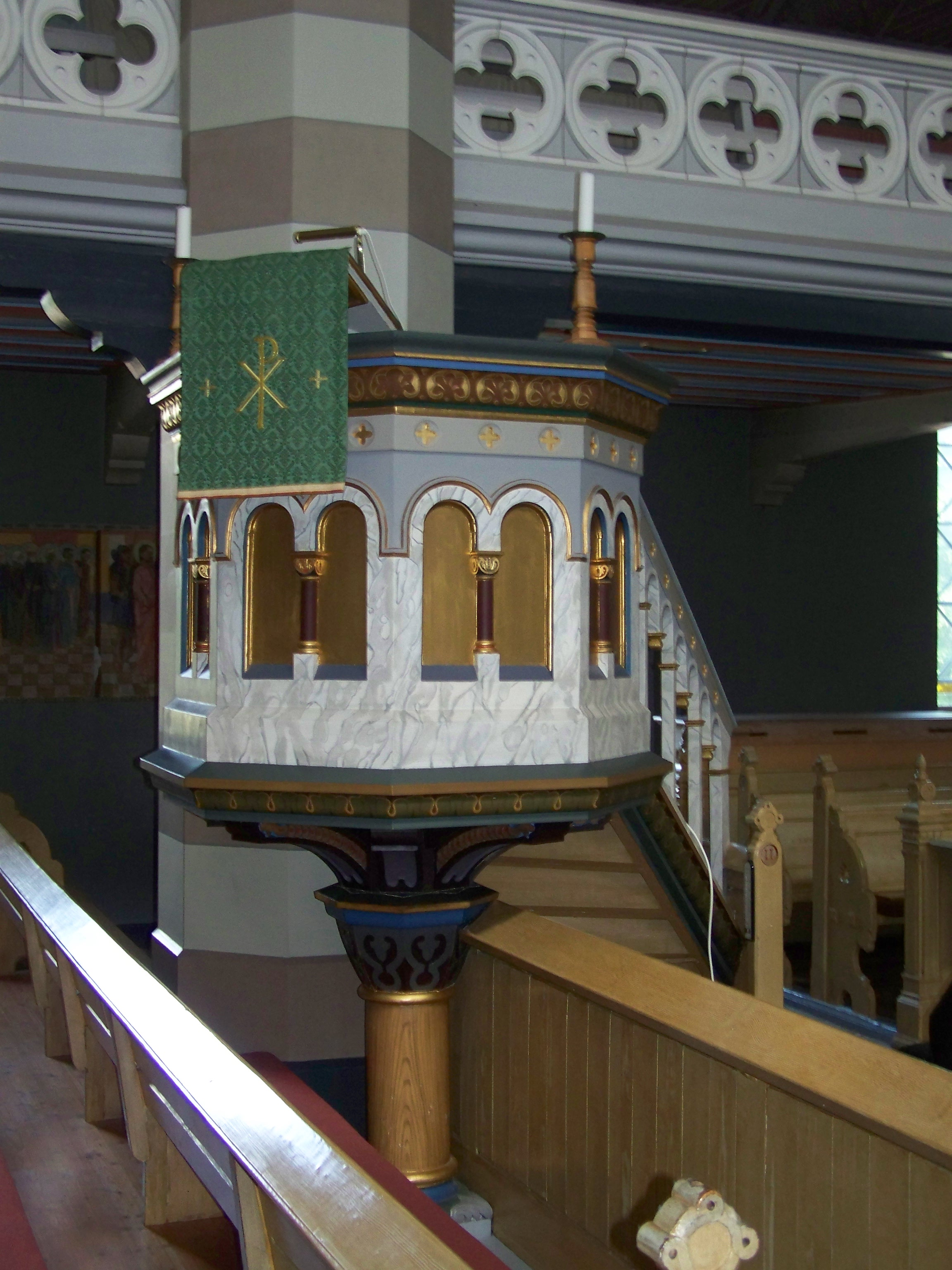
Predikstolen.

## Orglar

### Läktarorgel

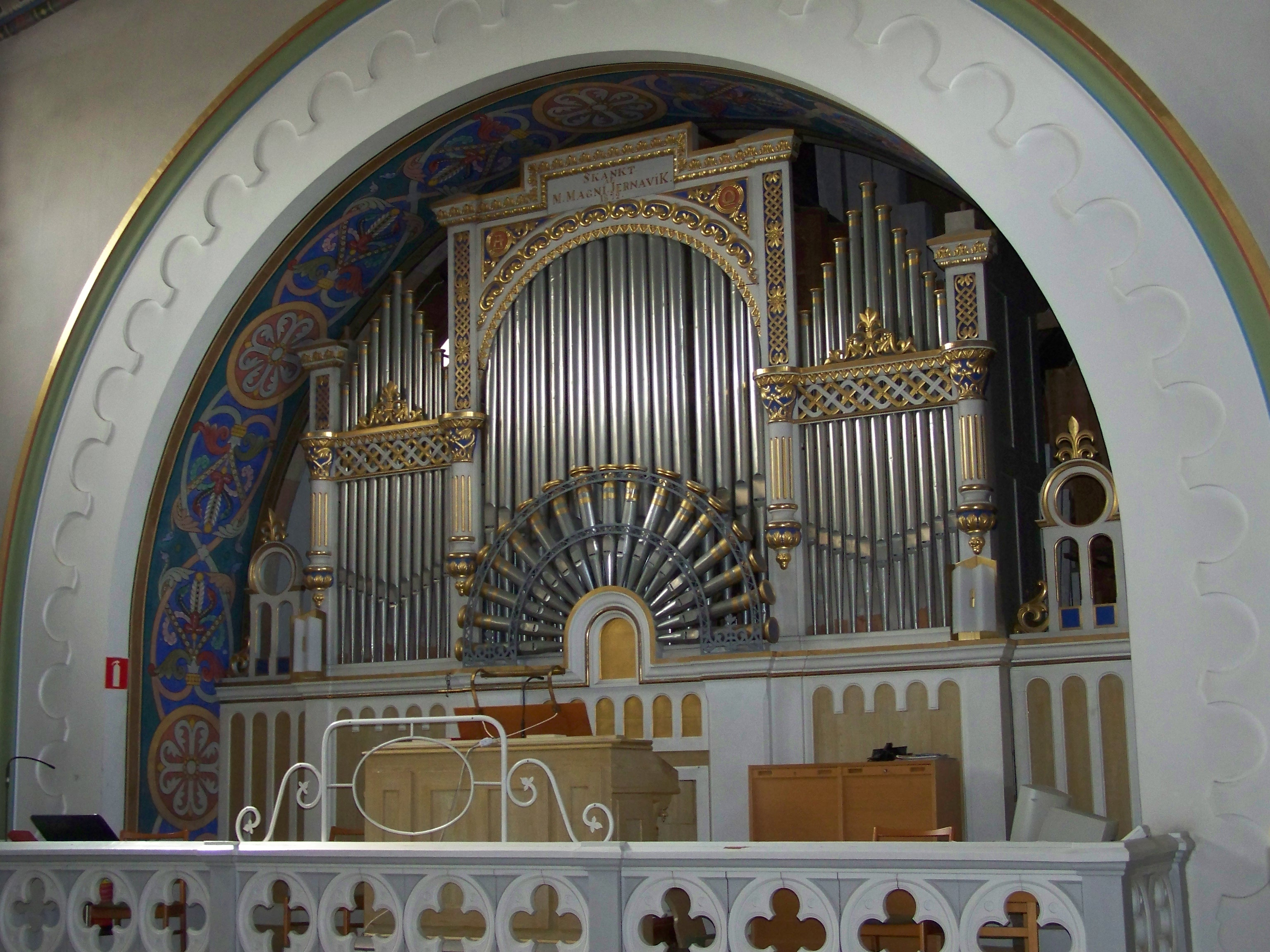
Läktarorgeln med Zettervalls fasad

Kyrkans huvudorgel med originell fasad, ritad av arkitekten Helgo Zetterwall, är byggd 1872 av orgelbyggaren Carl August Johansson i Broaryd, Nöbbele socken i Småland. Det är kyrkans första orgel, som byggdes med 18 stämmor, 2 manualer och pedal. År 1906 utökades antalet stämmor till 20. Tillbyggnaden gjordes av orgelbyggare Lindgren från Göteborg. Bortsett från denna tillbyggnad är orgeln i stort sett i ursprungligt skick tack vare mycket varsam renovering, senast genomförd år 1985 av Mårtenssons orgelfabrik i Lund. Orgeln är mekanisk och har följande disposition:

Disposition:
| Huvudverk C-f3  | Svällverk C-f3     | Pedalverk C-d1 | Koppel |
| Principal 16'   | Principal 8'       | Subbas 16'     | I/P    |
| Borduna 16'     | Rörflöjt 8'        | Principal 8'   | II/P   |
| Principal 8'    | Salicional 8'      | Violoncelle 8' | II/I   |
| Gedakt 8'       | Violin 4'          | Oktava 4'      | 4' I   |
| Gamba 8'        | Flöjt oktaviant 4' | Basun 16'      | P      |
| Oktava 4'       |                    |                | Mf     |
| Flöjt 4'        |                    |                | F      |
| Oktava 2'       |                    |                |        |
| Chornett 3 chor |                    |                |        |
| Trumpet 8'      |                    |                |        |

### Kororgel

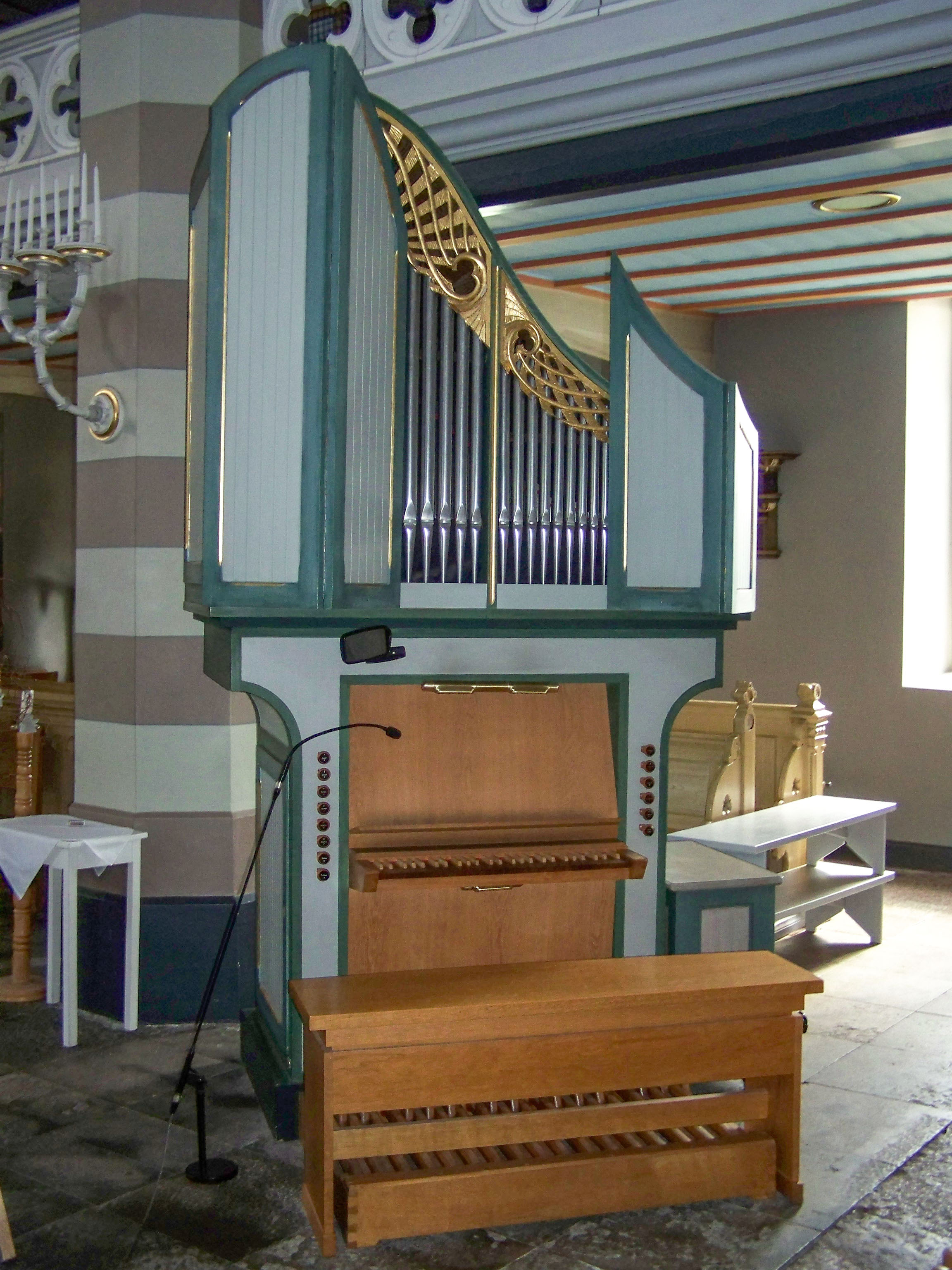
Kororgeln

År 1970 byggdes en åttastämmig kororgel av Anders Perssons Orgelbyggeri. Manualen är mekanisk och pedalen är elektrisk.

#### Disposition
| Huvudverk    | Pedalverk  | Koppel |
| Gedakt 8'    | Subbas 16' | I/P    |
| Principal 4' | Pommer 4'  |        |
| Rörflöjt 4'  |            |        |
| Waldflöjt 2' |            |        |
| Scharff III  |            |        |
| Krumhorn 8'  |            |        |